# Киселет
Кисилет (на румънски: Chiselet) е село в Румъния, административен център на община Кисилет, окръг Кълъраш. Намира се на 15 метра надморска височина. Според преброяването през 2011 г. е с население от 3392 души.
Българите се преселват в селото през 1769 – 1774 г. и през 1828 – 1834 г. В периода 1910 – 1920 г. в тогава нареченото село Фунду са живеели 1100 българи от село Попина (Силистренско). През 1972 г. в селото е имало 600 къщи, мнозинството от които български. Българи живеят в селото и в наши дни. Българският говор е от мизийски тип.